# Liste der Zivilkommissare, Gouverneure und Generalgouverneure von Malta

## Zivilkommissare von Malta, 1799–1813

Sir Alexander Ball, Präsident des Maltesischen Nationalkongresses 1798–1800 und erster Zivilkommissar von Malta 1799–1801

| Name                                     | von  | bis  | Anmerkung |
| ---------------------------------------- | ---- | ---- | --------- |
| Captain Alexander Ball                   | 1799 | 1801 |           |
| Major-General Henry Pigot                | 1801 | 1801 |           |
| Sir Charles Cameron                      | 1801 | 1802 |           |
| Rear-Admiral Alexander Ball              | 1802 | 1809 |           |
| Lieutenant-General Sir Hilderbrand Oakes | 1810 | 1813 |           |

## Gouverneure von Malta, 1813–1964

Flagge des Gouverneurs von Malta 1875

Flagge des Gouverneurs von Malta 1898

Flagge des Gouverneurs von Malta 1943

| Name                                                     | von                | bis                | Anmerkung |
| -------------------------------------------------------- | ------------------ | ------------------ | --------- |
| Lieut.-General Sir Thomas Maitland                       | 1813               | 17. Januar 1824    |           |
| General Francis Rawdon-Hastings, 1. Marquess of Hastings | 22. März 1824      | 28. November 1826  |           |
| Sir Alexander George Woodford                            | 28. November 1826  | 15. Februar 1827   | amtierend |
| Major-General Sir Frederick Cavendish Ponsonby           | 15. Februar 1827   | 30. September 1836 |           |
| George Cardew                                            | Mai 1835           | 30. September 1836 | amtierend |
| Lieut.-General Sir Henry Bouverie                        | 1. Oktober 1836    | 1843               |           |
| Lieut.-General Sir Patrick Stuart                        | 1843               | Oktober 1847       |           |
| Right Honourable Richard More O’Ferrall                  | Oktober 1847       | 13. Mai 1851       |           |
| Lieut-General Robert Ellice                              | 13. Mai 1851       | 27. Oktober 1851   | amtierend |
| Major-General Sir William Reid                           | 27. Oktober 1851   | 1858               |           |
| Lieut-General Sir John Gaspard Le Märzant                | 1858               | 15. November 1864  |           |
| Lieut.-General Sir Henry Knight Storks                   | 15. November 1864  | 15. Mai 1867       |           |
| General Sir Patrick Grant                                | 15. Mai 1867       | 3. Juni 1872       |           |
| General Sir Charles Thomas van Straubenzee               | 3. Juni 1872       | 13. Mai 1878       |           |
| General Sir Arthur Borton                                | 10. Juni 1878      | April 1884         |           |
| General Sir John Lintorn Arabin Simmons                  | April 1884         | 28. September 1888 |           |
| Lieut.-General Sir Henry D’Oyley Torrens                 | 28. September 1888 | 1. Dezember 1889   |           |
| Lieut.-General Sir Henry Augustus Smyth                  | 1890               | 1893               |           |
| General Sir Arthur James Lyon Fremantle                  | 1893               | 6. Januar 1899     |           |
| Lieut.-General Francis Grenfell, 1. Baron Grenfell       | 6. Januar 1899     | 1903               |           |
| General Sir Charles Mansfield Clarke                     | 1903               | 1907               |           |
| Lieut.-General Sir Henry Fane Grant                      | 1907               | 1909               |           |
| General Sir Henry Macleod Leslie Rundle                  | 1909               | Februar 1915       |           |
| Field-Marshal Paul Methuen, 3. Baron Methuen             | Februar 1915       | Mai 1919           |           |
| Field-Marshal Herbert Plumer, 1. Viscount Plumer         | 1919               | 1924               |           |
| General Sir Walter Norris Congreve                       | 1924               | 28. Februar 1927   |           |
| General Sir John Philip Du Cane                          | 28. Februar 1927   | 1931               |           |
| General Sir David Graham Muschet Campbell                | Juni 1931          | 12. März 1936      |           |
| General Sir Charles Bonham Carter                        | 12. März 1936      | 1940               |           |
| General Sir William Dobbie                               | April 1940         | 1942               |           |
| Field Marshal John Vereker, 6. Viscount Gort             | 1942               | 26. September 1944 |           |
| Lieut.-General Sir Edmond Charles Acton Schreiber        | 26. September 1944 | 10. Juli 1946      |           |
| Sir Francis Douglas                                      | 10. Juli 1946      | 16. September 1949 |           |
| Sir Gerald Hallen Creasy                                 | 16. September 1949 | 3. August 1954     |           |
| Lieut.-General Sir Robert Edward Laycock                 | 3. August 1954     | 13. Februar 1959   |           |
| Admiral Sir Guy Grantham                                 | 13. Februar 1959   | 2. Juli 1962       |           |
| Sir Maurice Henry Dorman                                 | 2. Juli 1962       | 21. September 1964 |           |

## Generalgouverneure von Malta, 1964–1974

Flagge des Generalgouverneurs von Malta

Der Generalgouverneur von Malta war der Vertreter von  Königin Elisabeth II. als Königin von Malta zwischen der Erklärung der Unabhängigkeit 1964 und der Ausrufung der Republik 1974.
| Name                     | von                | bis               | Anmerkung |
| ------------------------ | ------------------ | ----------------- | --------- |
| Sir Maurice Henry Dorman | 21. September 1964 | 4. Juli 1971      |           |
| Sir Anthony Joseph Mamo  | 4. Juli 1971       | 13. Dezember 1974 |           |